# Rockwool
Rockwool A/S (або AS), також відомий як ROCKWOOL Group — данський багатонаціональний виробник продуктів з мінеральної вати зі штаб-квартирою в Гедегузене, Великий Копенгаген, Данія. Підрозділ R&D компанії, у якому станом на 2016 рік працювали 100 осіб, розташований разом зі штаб-квартирою в Копенгагені.
У 2023 році НАЗК внесло компанію до переліку міжнародних спонсорів війни. Причиною стало те, що компанія продовжила роботу на ринку Росії після російського повномасштабного вторгнення в Україну.

## Історія
Компанія ROCKWOOL була заснована як Korsør Stenforretning конструктором Хенріком Йоханом Хенріксеном та власником цегельного заводу Вальдемаром Келером у 1909 році як компанія з видобутку гравію. 1922 року компанія виграла контракт на покращення дамб у Салтбек Віг, а згодом придбала цю територію.
У 1927 році компанія придбала щебеневий завод у Хедехузене. У 1937 році на базі американської ліцензії, придбаної Фінном Генріксеном під час візиту до Штатів, було створено виробництво мінеральної вати (кам'яної вати). До 1939 року компанія повністю зосередилася на виробництві ізоляції.
У 1972 році компанія була розділена на H+H та I/S Kähler & Co. Компанію Kähler & Co. очолив онук Вальдемара Келера Клаус Келер. У 1986 році його змінив на цій посаді син Том Келер. У 2004 році Том став головою правління, а Елко ван Хеел зайняв посаду головного виконавчого директора.